# Подоловка (Амурская область)
Подо́ловка — село в Завитинском районе Амурской области России. Входит в состав Куприяновского сельсовета.

## География
Село Подоловка стоит в верховьях реки Куприяниха (левый приток Амура).
Село Подоловка расположено в 34 км к югу от районного центра города Завитинск, на автодороге областного значения Завитинск — Преображеновка — Куприяновка — Фёдоровка — Подоловка.
Западнее села проходит линия ЗабЖД Завитая (Завитинск) — Поярково.

## Население
| 2002 | 2010 | 2012 | 2013 | 2014 | 2015 | 2016 |
| ---- | ---- | ---- | ---- | ---- | ---- | ---- |
| 269  | ↘193 | ↘184 | ↘179 | ↗182 | ↗187 | ↘167 |
| 2017 | 2018 |      |      |      |      |      |
| ↗173 | ↘172 |      |      |      |      |      |

## Улицы
В селе имеются две улицы: Новая и Чкалова.

## Экономика
Сельскохозяйственные предприятия Завитинского района.